# Waliv
Waliv é uma vila no distrito de Thane, no estado indiano de Maharashtra.

## Demografia
Segundo o censo de 2001, Waliv tinha uma população de 15,312 habitantes. Os indivíduos do sexo masculino constituem 58% da população e os do sexo feminino 42%. Waliv tem uma taxa de literacia de 70%, superior à média nacional de 59.5%: a literacia no sexo masculino é de 77% e no sexo feminino é de 60%. Em Waliv, 16% da população está abaixo dos 6 anos de idade.